# ریچارد تایلر
ریچارد تایلر (به انگلیسی: Richard Tyler) نام یکی از شخصیت‌های سریال ۴۴۰۰ که بازیگر آن ماهر شالاهباز علی بوده‌است.

## پیشینه شخصیت
او یکی از خلبانان آمریکایی در طول جنگ جهانی قبل از ربوده شدن بوده.

## فصل اول
او که کسی را ندارد، پس از مدتی سرگردانی با لیلی تایلر همراه می‌شود. ابتدا به خانه جردن کلیر پناه می‌برد اما پس از خیانت او، با لیلی از آنجا می‌گریزد.

## فصل دوم
او با لیلی و الیزابت به فرار ادامه می‌دهد تا اینکه جردن آنها را می‌یابد و آنها دوباره پیش او برمی گردند.

## فصل سوم
او به توانایی اش پی می‌برد و سعی می‌کند به شاون فارل برای مدیریت کمک کند.

## توانایی
او می‌تواند با ذهن اجسام را جابه‌جا کند.